# Erich Fink

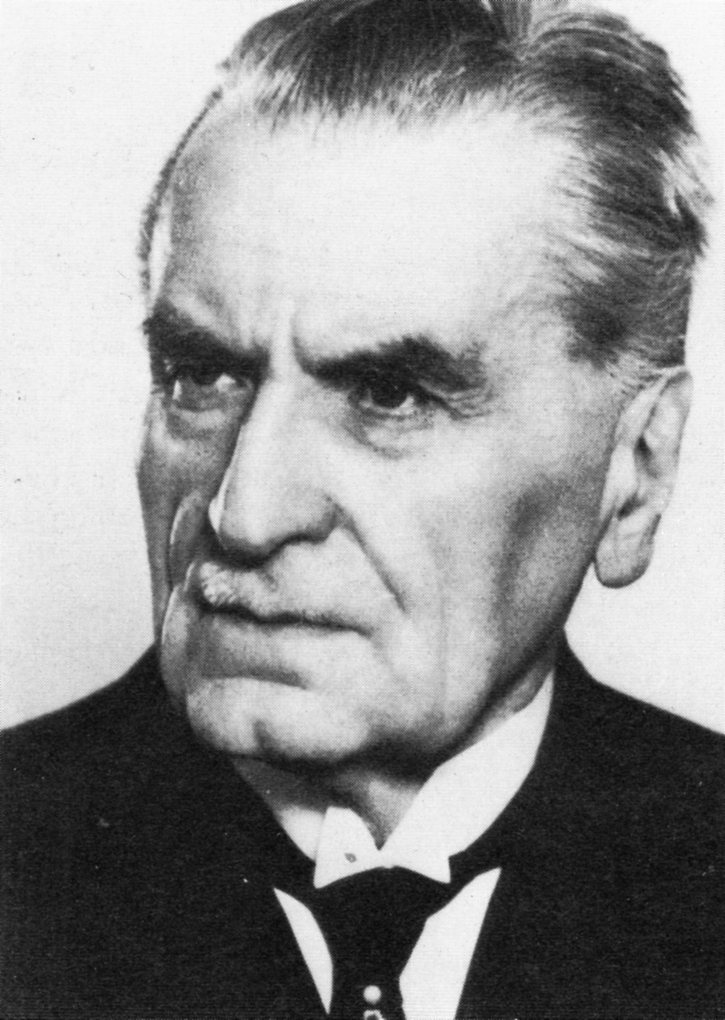
Eich Fink, um 1926

Erich Fink (* 21. November 1866 in Berlin; † 6. Mai 1950) war ein Historiker und Archivdirektor.

## Familie
Erich Heinrich Sigismund Fink wurde 1866 in Berlin als Sohn von Heinrich Sigismund Fink und Auguste Elise Rosalie Hammer geboren. Er heiratete um 1899 in Hannover Karoline Josephine Marie Amalie Friederike Bertha Eichler. 1900 wurde ihr Sohn Herbert Heinrich Ludwig Rudolf geboren.

## Leben
Fink studierte 1888–1892 Geschichte und Geographie in Leipzig, Berlin, Bonn und Göttingen, wo er Mitglied der Burschenschaften Dresdensia Leipzig und Hannovera Göttingen wurde. 1892 promovierte er bei Friedrich Wilhelm Schirrmacher an der Universität Rostock. 1895 legte er in Marburg das Archivaspirantenexamen ab. 1897 war Fink wissenschaftlicher Hülfsarbeiter an der Stadtbibliothek Breslau. Im April 1898 wurde er den preußischen Archivdienst übernommen als wissenschaftlicher Hülfsarbeiter am Staatsarchiv Hannover. 1900 wurde er als Assistent an das Staatsarchiv Düsseldorf versetzt. Ab 1903 war er Archivar am Staatsarchiv Osnabrück und zugleich Bibliothekar der städtischen Bücher- und Lesehalle. 1916 wurde Fink zum Archivdirektor in Osnabrück berufen. Das Amt hatte er bis 1931 inne.

## Schriften (Auswahl)
- Sigfried III. von Eppenstein. Erzbischof von Mainz 1230 – 49. (Universität Rostock, Diss. 1892). Berlin 1892.
- Geschichte der landesherrlichen Besuche in Breslau. Breslau 1897.
- Urkundenbuch des Stiftes und der Stadt Hameln. 2. 1408 – 1576. Hannover 1903.
- Heinrich Siebern, Erich Fink (Bearb.): Die Kunstdenkmäler der Provinz Hannover, Regierungsbezirk Osnabrück. IV, 1–2: Regierungsbezirk Osnabrück: Stadt Osnabrück. Hannover 1907.
- Heinrich Siebern, Erich Fink (Bearb.): Kunstdenkmälerinventare Niedersachsens. Bd. 39: Die Kunstdenkmale der Stadt Osnabrück. Hannover (1907).
- Erich Fink (Hrsg.): Das älteste Stadtbuch von Osnabrück. Das Legerbuch des Bürgermeisters Rudolf Hammacher zu Osnabrück, (Osnabrücker Geschichtsquellen, 4). Osnabrück 1927.